# Visite sous-marine du Maine
Visite sous-marine du Maine er en fransk stumfilm fra 1898 af Georges Méliès.